# Китицын, Павел Трофимович
Павел Трофимович  Китицын  (1822—1896) — российский государственный деятель, правовед, действительный тайный советник.

## Биография
В службе  классном чине с 1844 года после окончания Императорского Киевского университета, кандидат юридических наук. С 1845 по 1869 годов — чиновник канцелярии Киевского генерал-губернатора, заседатель Подольской палаты гражданского суда, чиновник канцелярии наместника Царства Польского и чиновник особых поручений при Министерстве внутренних дел.
В 1869 году произведён в действительные статские советники, член — Медицинского совета и Совета Министра внутренних дел Российской империи, юрисконсульт — Министерства внутренних дел и Министерства императорского двора. В 1873 году  произведён в тайные советники, совещательный член Медицинского совета Министерства внутренних дел Российской империи. В 1885 году произведён в действительные тайные советники с увольнением в отставку.
Был награждён всеми российскими орденами вплоть до ордена Святого Александра Невского пожалованного ему 20 апреля 1880 года.